# Minuteur
 (mars 2025).
Si vous disposez d'ouvrages ou d'articles de référence ou si vous connaissez des sites web de qualité traitant du thème abordé ici, merci de compléter l'article en donnant les références utiles à sa vérifiabilité et en les liant à la section « Notes et références ».
Ne doit pas être confondu avec Minuterie.

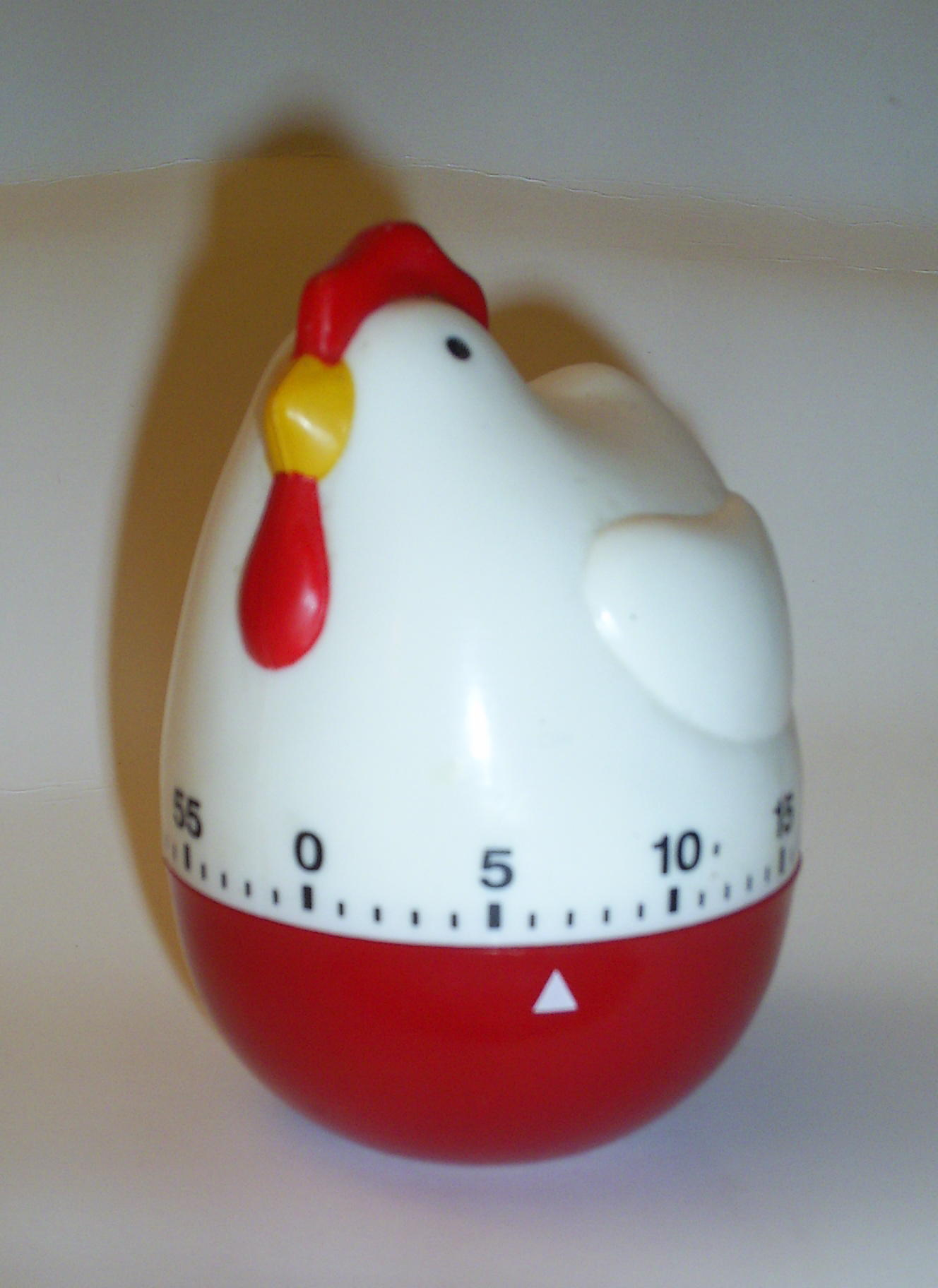
Un minuteur en cuisine

Un minuteur ou compte-minute est un dispositif, souvent programmable, permettant de mesurer le temps. D'abord mû par un mécanisme d'horlogerie pour remplacer le sablier, il est souvent aujourd'hui complètement électronique. Celui-ci permet de déclencher une alarme (comme un bipeur) quand le temps choisi est écoulé.

## Usage domestique
Un minuteur peut être un ustensile de cuisine permettant de contrôler les temps de cuisson. Il est souvent intégré aux fours (traditionnels ou micro-ondes).

## Autres usages
Le minuteur est un élément important de l'équipement de laboratoire de biologie moléculaire, qui permet de contrôler avec précision les temps d'expériences en cours, telles les digestions enzymatiques.
À la maison, un système muni d'un minuteur peut être utilisé afin de simuler une présence lors d'une absence afin de diminuer les risques de vols.
Utilisée avec des explosifs, un minuteur permet de programmer le déclenchement de l'explosion, afin d'avoir le temps de dégager un périmètre par exemple.
On conçoit trop souvent les minuteurs comme étant fondés sur une unité de temps se répétant régulièrement, comme la seconde. Dans son jeu The Witness, Jonathan Blow propose un minuteur dont la configuration de ses puzzles représente la numérique, mais où leur évolution se base sur la rythmique variante de la musique jouée.

## Photographies

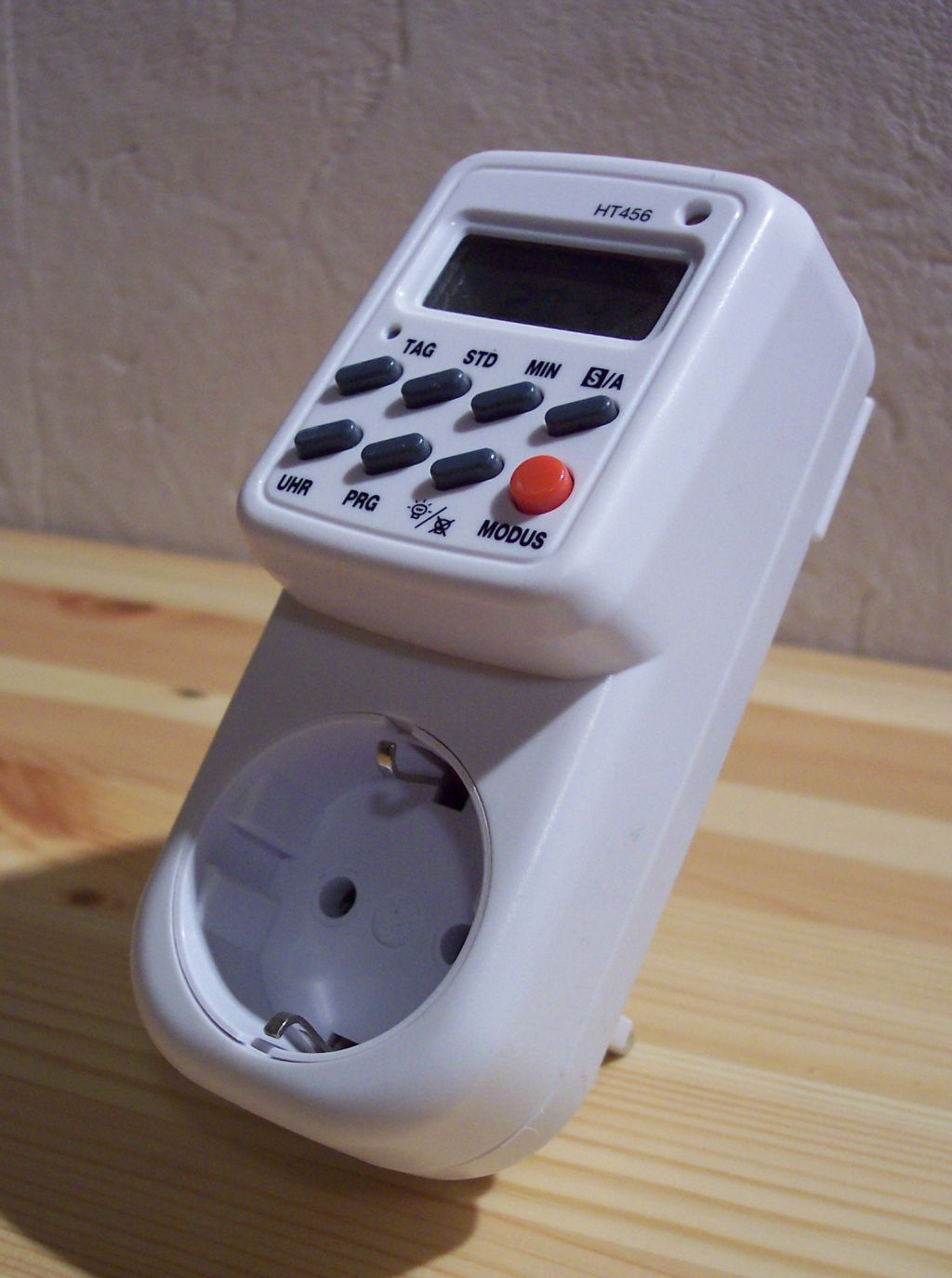
Prise de courant munie d'une minuterie
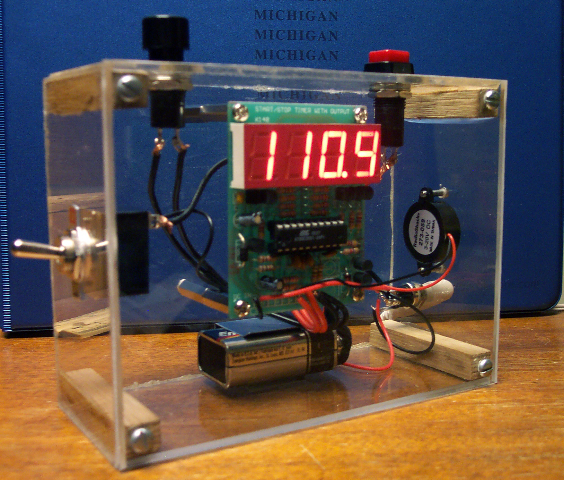
Minuterie montée dans une boîte en plexiglas